# NCT
NCT是韓國SM娛樂于2016年推出的多国籍大型男子組合。NCT即「Neo Culture Technology」的縮寫，是一組人数众多的多国籍男子組合，以不同的分队进行活动，活跃于世界舞台。
組合现时共有25名不同國籍的成員，其中部分成員曾通過SM娛樂預備明星組合SM ROOKIES亮相。共有6支分隊，分別是NCT U、NCT 127、NCT DREAM、WayV、NCT DOJAEJUNG、NCT WISH。
NCT以非固定分隊NCT U率先亮相，於2016年4月9日以數位單曲《The 7th Sense》和《Without You》正式出道。同年，首爾分隊NCT 127和青少年分隊NCT DREAM分別於7月7日和8月25日攜迷你專輯《NCT ＃127》和數位單曲《Chewing Gum》出道。2019年1月17日，中國分隊WayV以數碼專輯《The Vision》在中國正式出道。2023年4月17日，NCT DOJAEJUNG以迷你专辑《Perfume》出道。2024年2月21日，NCT WISH在日本正式出道。根据SM娱乐于2023年2月24日的宣布，NCT WISH的出道标志着原有无限扩张概念的结束。为最后一次人员扩张。

## 大事記

### 出道前
NCT大部分成員早已通過SM娛樂預備明星組合SM ROOKIES亮相，並活躍地在正式出道前進行活動。

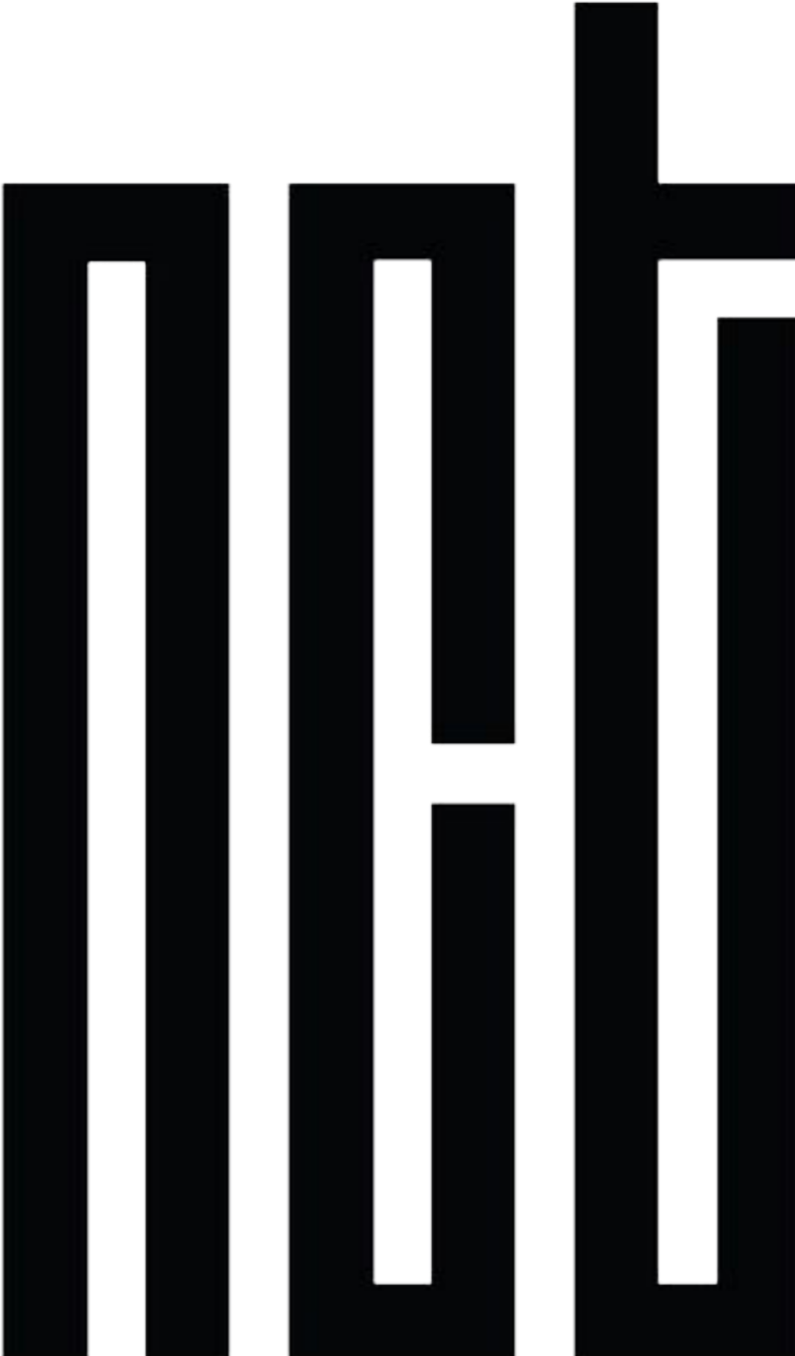
NCT官方标志

2016年1月27日，SM娛樂創始人李秀滿在三成洞SMTOWN@coexartium做了名為《SMTOWN: New Culture Technology 2016》的演講。李秀滿首次公開了2016年將要推出的SM大型新人男團NCT。NCT是“Neo Culture Technology”的首字母縮寫，是一組具有開放性、無限擴張性、成員無上限的男子組合。NCT作為品牌，今後將在全世界各大城市依次推出組合，展開不同形式的小分隊進行活動。同月，發布三支組合核心概念預告片。

### 2016年：NCT U、NCT 127、NCT Dream 出道

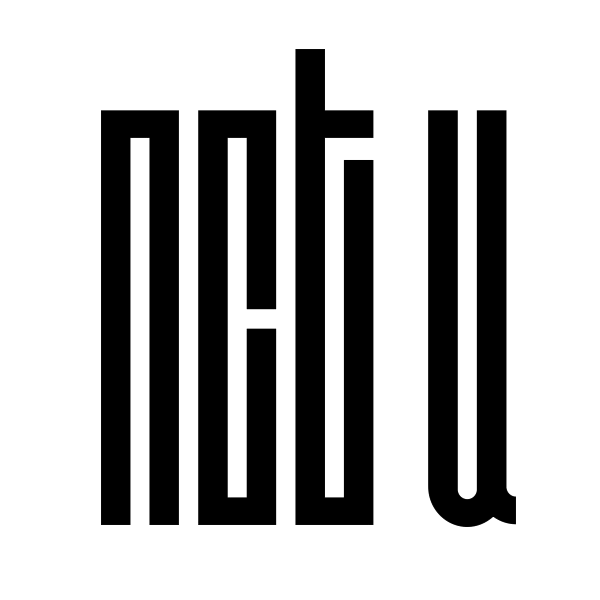
NCT U logo

4月4日，公佈首組分隊NCT U，由六名成員組成：泰一、泰容、道英、Ten、在玹和Mark。4月9日，公開首支數位單曲《The 7th Sense》音源及MV。同日，NCT U通過Naver V網絡直播節目《NCT On Air》首次亮相；出席在中國舉辦的第16屆音樂風雲榜年度盛典，並進行了首次舞台表演，而當時還是SM ROOKIES練習生的錕和昀昀均有參與。4月10日，公開第二支數位單曲《Without You》韓中兩版音源及MV；當時還是SM ROOKIES練習生的錕加入了《Without You》中文版的演唱。4月15日，出演KBS《Music Bank》，正式在韓國出道。
7月1日，公佈第二組分隊NCT 127，由七名成員組成：泰一、泰容、悠太、在玹、昀昀、Mark和楷燦。7月7日，公開出道曲《Fire Truck》的MV，並通過Mnet《M Countdown》正式出道。7月10及11日，分別發布首張迷你專輯《NCT ＃127》音源和實體專輯。
8月18日，公佈第三組分隊NCT Dream，由七名成員組成：Mark、仁俊、Jeno、楷燦、渽民、辰樂和志晟。8月24日，發行首支單曲《Chewing Gum》音源及MV。8月25日，Mnet《M Countdown》正式出道。

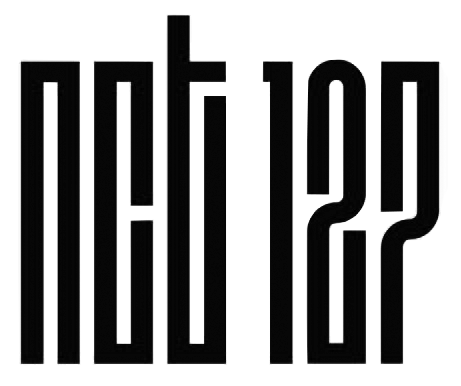
NCT 127 Logo

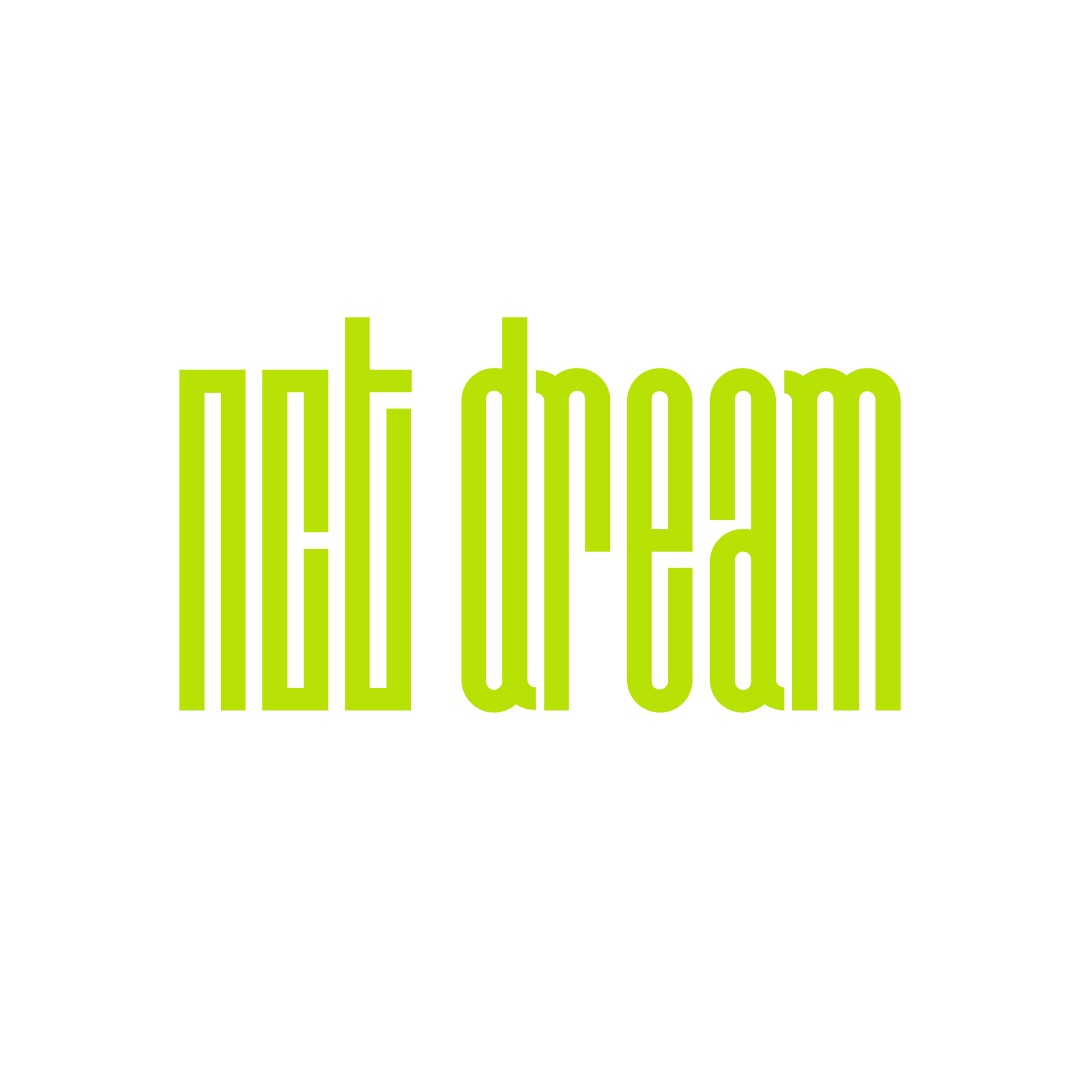
NCT Dream Logo

### 2017年：積極宣傳活動、各分隊初一位
1月6日，NCT 127發行第二張迷你專輯以及同名主打歌《Limitless》。此次回歸加入已在NCT U亮相的道英和新成員Johnny，形成9人組合。
2月9日，NCT Dream發行首張實體單曲專輯《The First》，主打歌為《My First and Last》。2月14日，在SBS MTV《The Show》獲得初一位，成為第一支獲得音樂節目一位的分隊。專輯由6名成員參與，渽民因腰傷而暫休組合活動一年。
6月14日，NCT 127發行第三張迷你專輯《Cherry Bomb》以及同名主打歌。6月22日，在Mnet《M! Countdown》獲得初一位。
8月17日，NCT Dream發行首張迷你專輯《We Young》以及同名主打歌。

### 2018年：NCT 2018企劃
1月15日，SM娛樂宣布NCT將於上半年以新的大型企劃「NCT 2018」回歸樂壇。1月30日，發布名為《NCT 2018 Yearbook＃1》的企劃影片；影片中除了NCT現有的成員，還介紹三位新成員Kun、廷祐和Lucas。2月1日，釋出《NCT 2018 Yearbook＃2》企劃影片；隨後發布一系列名為《NCTmentary》的紀錄片。2月6日，全體18名成員通過V Live直播宣布回歸，且將於三月份發表正規專輯《NCT 2018 Empathy》；隨後發布關於NCT的世界觀概念影片。
2月14日，宣布回歸企劃第一組分隊為NCT U。2月19日，公开主打歌《BOSS》MV。2月27日，公開同為NCT U新歌《Baby Don't Stop》MV。3月2日，宣布回歸企劃第二組分隊為NCT Dream。3月5日，公開主打歌《GO》MV。3月14日，正式公開正規專輯《NCT 2018 Empathy》全部音源，並在首爾高麗大學化汀體育館舉行回歸SHOWCASE; 同日，宣布回歸企劃第三組分隊為NCT 127，公開主打歌《TOUCH》MV。4月2日，公開NCT U收錄歌《YESTODAY》MV。4月19日，公開由NCT全体18位成員参与的《Black on Black》MV。
5月5日，NCT在Billboard的Emerging Artists排行榜上高居榜首，成為K-pop史上首支在該榜單中排名第一的團體。
6月2日，公開NCT U《Baby Don't Stop》的泰文版音源，為NCT U成員泰容及Ten在泰國曼谷的粉絲見面會的預熱。
9月3日，NCT Dream發行第二張迷你專輯《We Go Up》及同名主打歌。早前於8月30日，SM娛樂表示Mark在完成該專輯宣傳後將從NCT Dream畢業。
10月12日，NCT 127發行首张正规專輯《Regular-Irregular》，主打歌為《Regular》。隨著新成员廷祐的加入，NCT 127正式擴大為10人組合，而團體也开始專注於美國的宣传活动。11月23日，發行改版专辑《Regulate》，主打歌為《Simon Says》。同時宣布成員昀昀因準備中國出道而不參與改版專輯的打歌活動。

### 2019年：WayV中國出道

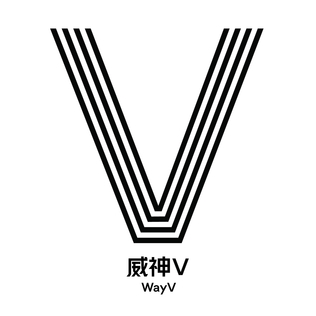
WayV logo

2018年12月31日，公布第四组分队WayV（威神V），發布首張团體預告照，成員有六位华人和一位泰国华裔，包括先前已於NCT出道的Ten、昀昀、錕、Lucas，以及SM ROOKIES（SR18B）的肖俊、 Hendery、扬扬。團體因中國政策原因從隊名到宣傳都未帶有NCT或是SM娛樂字樣。SM娛樂官方表示，團體主要由SM娛樂操刀製作，並透過中國的合作品牌威娛樂（Label V）在當地出道展開活動；而且未來也有機會以NCT的身份在中國以外的地區活動。1月17日，發行首張數位專輯《The Vision》正式在中國出道，其中主打歌《理所當然（Regular）》和收錄歌《噩夢（Come Back）》是之前NCT 127發行的同名音源中文版。
1月26日，NCT 127啟動世界巡迴演唱會《NEO CITY：World Tour－The Origin》。4月17日，發行首张日文正规专辑《Awaken》，主打歌為《 Wakey-Wakey》。
5月9日，WayV發行首張迷你專輯《Take Off》，主打歌為《無翼而飛（Take Off）》。
5月24日，NCT 127發行第四張迷你專輯《We Are Superhuman》，主打歌為《Superhuman》。
7月26日，NCT Dream發行第三張迷你專輯《We Boom》，主打歌為《Boom》。
10月29日，WayV發行迷你二輯《Take Over the Moon》，主打歌為《天選之城（Moonwalk）》。
11月15日，NCT Dream啟動巡迴演唱會〈NCT DREAM TOUR 'THE DREAM SHOW'〉。
11月22日，NCT首張正規專輯主打歌《Boss》的MV觀看次數突破一億，成為NCT U首支破億MV，亦為NCT首支破億MV。

### 2020年：NCT 2020企劃
1月27日，NCT 127公開送給粉絲禮物歌《Dreams Come True》的音樂影片，隨後3月6日發行第二張正規專輯《Neo Zone》，主打歌為《Kick It》。這次專輯是成員廷祐因健康原因休假數月後的回歸，同時成員昀昀因WayV的宣傳第三次缺席團體回歸。
4月14日，NCT Dream宣布將以六人形式回歸，並於結束新專輯活動後，取消NCT Dream的20歲畢業制，包括既有成員Mark在內，七名成員將用NCT Dream的構成和隊名以NCT U的形式進行活動。4月29日，發行第四張迷你專輯《Reload》，主打歌為《Ridin'》。
5月19日，NCT 127發行改版專輯《Neo Zone：The Final Round》，主打歌為《Punch》。5月21日，NCT 127憑藉正規二輯以及改版專輯成為百萬銷量歌手。
6月9日，WayV發行首張正規專輯《Awaken The World》，主打歌為《超時空回（Turn Back Time）》。
6月20日，NCT 127第三張迷你專輯主打歌《Cherry Bomb》的MV觀看次數突破一億，成為NCT 127首支破億MV，亦為NCT第二支破億MV。
9月15日，SM娛樂表示NCT將合體以NCT 2020的形式發行新專輯。9月21日，釋出名為《INTERLUDE : RESONANCE》的企劃預告片和回歸日程，宣布NCT 2020將於10月12日以第二張正規專輯《NCT: RESONANCE Pt. 1》回归。此次企劃回歸除了已在NCT127、NCT Dream、WayV等正在進行全球性活動的21個成員以外，還迎來兩位新成員：日本籍的將太郎以及韓國籍的成燦。9月21、22日，分别釋出名為《NCT 2020 : The Past & Future - Ether》以及《NCT 2020 YearParty》的企劃預告片。9月23日，全體23名成員通過V Live直播宣布回歸並且公開音源分隊；直播結束時還突破1250萬點擊率及23億心的記錄，創下NCT自身頻道的最高紀錄。
10月8日，公開由NCT Dream演唱的《무대로 (Déjà Vu;舞代路)》Track Video。10月9日，公開由NCT U演唱的《Misfit》Track Video。10月12日，正式公開主打歌之一《Make a Wish (Birthday Song)》MV，以及全專音源。10月15日，由全體23位成員出演的團體綜藝節目《NCT WORLD 2.0》正式在Mnet播出。10日19日，正式公開另外一首主打歌《From Home》MV。10月21日，《Make a Wish (Birthday Song)》在Show Champion获得NCT U名义的的首个一位。
該專輯在35個國家和地區的iTunes專輯排行榜上获得第一名、連續3天登顶iTunes世界專輯榜、席捲了韓國各大唱片排行榜、日本Line Music專輯TOP 100排行榜、創下了中國QQ音樂的數碼專輯銷售排行榜一位、成為韓國音樂節目3冠王等好成績。此外，登上美國Billboard 200的第6位，同時也是NCT完整體首次登上該榜前十名。該專輯在回歸前已創下預售112萬張，刷新NCT以及SM娛樂旗下歌手的專輯預售記錄；發售一個月後該專輯立即以119萬3394張專輯銷量登上10月Gaon專輯月榜冠軍，成為NCT的第一張單張銷售破百萬的專輯。11月12日，NCT第二張正規專輯主打歌《Make A Wish》的MV歷經31天觀看次數突破一億，成為NCT U第二支破億MV，亦為NCT第三支破億MV。
11月5日，韓媒報導NCT將於11月23日發表正規專輯《NCT: RESONANCE Pt. 2》，為“RESONANCE”系列的第二張專輯；6日，專輯主打歌《90's Love》及收錄歌《Work It》的兩組分隊成員通過團體官方推特進行Twitter Blue Room Live，透露新專輯詳情。11月23日，公開主打歌《90's Love》MV，以及全專音源。11月27日，公開收錄曲《Work It》MV。
11月30日，官方宣布NCT將於12月4日發表由全体23名成員共同參與的數位單曲《RESONANCE》，作為NCT 2020企劃的結尾。12月4日，正式發布《RESONANCE》MV以及音源。
12月23日，據韓媒報導，NCT的2020年專輯銷售總量超過511萬7020張（截至12月22日）。NCT 23人合體所發行的正規二輯《NCT: RESONANCE Pt. 1》專輯銷量為146萬3798張、《NCT: RESONANCE Pt. 2》為121萬7122張，總合共售出268萬920張，成功登上“雙百萬銷售量”寶座。各個分隊銷量分別包括NCT 127《Neo Zone》創下的148萬1039張、NCT Dream《Reload》的67萬4928張、以及WayV《Awaken The World》的28萬133張的銷量。
12月27日，NCT全體23人出演Beyond Live線上演唱會〈NCT: RESONANCE 'Global Wave'〉，吸引了全世界124個國家共20萬餘觀眾同時觀看。

### 2021年：NCT 2021企划
1月20日，NCT Dream第三張迷你專輯主打歌《Boom》的MV觀看次數突破一億，成為NCT Dream首支破億MV，亦為NCT第四支破億MV。1月25日，NCT 127第二張正規專輯主打歌《Kick It》的MV觀看次數突破一億，成為NCT 127第二支破億MV，亦為NCT第五支破億MV。
2月17日，NCT 127发行第二張日文迷你專輯《LOVEHOLIC》，主打歌為《gimme gimme》。
3月10日，WayV發行第三張迷你專輯《Kick Back》及同名主打歌。由於成員昀昀和Lucas的中國國內預定的行程，此次專輯宣傳活動以五人形式進行。
3月15日，NCT U出道數位單曲《The 7th Sense》的MV觀看次數突破一億，成為NCT U第三支破億MV，亦為NCT第六支破億MV。
5月6日，SM娛樂宣布將與美國廣播節目製作公司MGM合作，並由NCT現任成員們擔任評審和導師的角色，通過選秀節目的方式從美國招募新分隊NCT Hollywood成員。
5月10日，NCT Dream發行首張正規專輯《Hot Sauce》，主打歌為《味（Hot Sauce）》。5月16日，專輯的初動銷量突破101萬700張，NCT Dream晉升為最年輕的百萬銷量歌手，成為SM娛樂旗下首個初動銷量突破100萬張的組合 。5月26日，專輯銷量達到了204萬360張，發售僅16天就實現雙百萬銷量，再度創造新紀錄。6月10日，NCT Dream首張正規專輯主打歌《Hot Sauce》的MV歷經31天觀看次數突破一億，成為NCT Dream第二支破億MV，亦為NCT第七支破億MV。
6月16日，錕和肖俊組成WayV首支分隊WayV-KUN&XIAOJUN，發行單曲專輯《Back To You》，主打歌為《這時煙火（Back To You）》 。
6月28日，NCT Dream發行首張正規後續專輯《Hello Future》全專音源及主打歌《Hello Future》MV。7月8日，NCT Dream憑藉首張正規專輯以及後續專輯登上了三百萬銷量的寶座，總銷量突破323萬張。
7月9日，NCT第二張正規專輯主打歌《90's Love》的MV觀看次數突破一億，成為NCT U第四支破億MV，亦為NCT第八支破億MV。
8月17日，Ten和揚揚組成WayV第二支分隊WayV-TEN&YANGYANG，發行數位單曲《Low Low》。
8月25日，成員Lucas因私生活爭議於24日接連爆發，宣布中斷所有活動，進行深刻的自我反省，而原定於當天以單曲《Jalapeño》出道的分隊WayV-LUCAS&HENDERY亦中斷。
9月16日，NCT數位單曲《RESONANCE》的MV觀看次數突破一億，成為NCT第九支破億MV。
9月17日，NCT 127發行第三張正規專輯《STICKER》及同名主打歌。24日，專輯銷量突破超過了215萬張2399張，發售僅一周就登上了雙百萬銷量的寶座。10月25日，發行正規三輯後續專輯《Favorite》，主打歌為《Favorite (Vampire)》。12月17日，以高尺天空巨蛋为首站，开启了第二次世界巡回演唱会《NEO CITY - THE LINK》
11月13日，SM娛樂正式宣布NCT 2021企劃，表示組合將於12月14日以第三張正規專輯《Universe》回歸，专辑主打曲分别为9名成员组成的NCT U演唱的的《Universe (Let's Play Ball)》和全体成员演唱的《Beautiful》。

### 2022年：NCT LAB企劃
1月28日，SM娛樂宣布啟動NCT LAB企劃，是SM STATION存檔NCT多樣的音樂活動的新項目，將會持續公開除了專輯活動之外成員們的SOLO單曲、自作曲、小分隊曲等NCT音樂。
3月28日，NCT DREAM發行第二張正規專輯《Glitch Mode》，5月30日，發行第二張改版專輯《Beatbox》。9月8日，以首尔综合运动场为首站，开启了第二次世界巡演《THE DREAM SHOW 2》。
9月16日，NCT 127發行正规四辑《疾驰 (2 Baddies)》。
12月16日，NCT DREAM發行冬日特別迷你專輯《CANDY》，其中主打歌〈Candy〉是改編自1996年發行的H.O.T.正規一輯收錄的歌曲《Candy》 。
12月28日，WayV发行第四张迷你专辑《Phantom》。

### 2023年：三人分队NCT DOJAEJUNG、NCT 2023企划

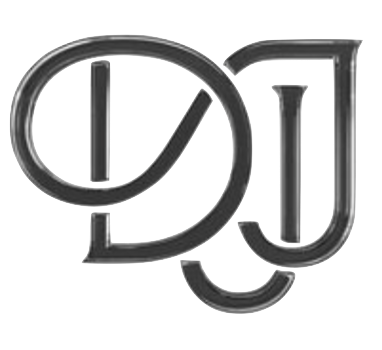
NCT DOJAEJUNG logo

1月30日，NCT 127發行正規四輯後續專《Ay-Yo》及公開主打歌《Ay-Yo》MV。
2月24日，SM娛樂宣布於2023年NCT TOKYO出道後，結束組合無限擴張計劃。
3月15日，NCT DREAM首張改版專輯主打歌《Hello Future》的MV觀看次數突破一億，成為NCT DREAM第三支破億MV，亦為NCT第十支破億MV。
4月17日，由道英、在玹、廷祐组成的三人小分队NCT DOJAEJUNG以迷你一辑《PERFUME》出道。
4月30日，NCT U數位單曲《Baby Don't Stop》的MV觀看次數突破一億，成為NCT第十一支破億MV。
5月10日，先前因私生活争议暂停活动的成員Lucas宣佈退出NCT及分队WayV，成為首位離開該組合成員。5月24日，官方公告成员将太郎及成灿将退出NCT并加入即将出道的RIIZE，分別成為第二位及第三位離開該組合成員。
6月5日，成员泰容发行个人首张迷你专辑《SHALALA》，成为组合首位发行个人专辑的成员。
7月17日，NCT DREAM发行正规三辑《ISTJ》，并于6月19日发行先行曲《Broken Melodies》。
7月26日，为选拔即将出道的日本队的成员而推出的选秀节目《NCT UNIVERSE : LASTART》播出，该节目将通过选秀的方式选拔出4名练习生同SM ROOKIES的两位练习生是温、勇志以日本队出道。
8月8日，宣布启动NCT 2023企划，并将于8月28日，以第四张正规专辑《Golden Age》回归，专辑收录由《The 7th Sense》的NCT U五位成员演唱的主打曲《Baggy Jeans》与全体成员演唱的主打曲《Golden Age》，两首歌曲的MV分别于8月23日与8月28日发布。
8月26日，NCT首场团体线下演唱会《NCT NATION : To The World》在仁川文鶴競技場举办，并分别于9月9日至10日与9月16日至17日在长居陆上竞技场和东京体育场举办。
9月7日，为推出日本队而制作的选秀节目《NCT UNIVERSE : LASTART》宣布追加一名出道组成员，并公布了出道组的成员。10月2日，SM娱乐宣布政民因身体原因退出日本队出道组，日本队将以6人体制出道并活动。10月8日，发行出道先行单曲《Hands Up》其中收录了在《NCT NATION : To The World》日本场中公开的单曲《Hands Up》以及新歌《We Go!》。10月20日，公开《Hands Up》的MV。
10月6日，NCT 127发行正规五辑《Fact Check》及主打歌曲《Fact Check (불가사의; 不可思议)》MV。
10月16日，SM娱乐宣布NCT 127将于11月17日-19日、24日-26日于首尔KSPO DOME举办演唱会《NEO CITY : SEOUL - THE UNITY》并开启第三次巡回演唱会。
11月1日，WayV发行正规二辑《On My Youth》。
12月22日，NCT 127发行冬季特别单曲《Be There For Me》。

### 2024年：NCT WISH出道，成员个人活动
1月18日，日本分队确定团名为NCT WISH。2月21日，NCT WISH以是温、陆、勇志、栽禧、辽、咲哉六人体制在日本東京巨蛋舉行的家族演唱會正式出道，並於28日在各大音樂平台公開出道曲《Wish》。3月12日，以《WISH》在SBS M《The Show》獲得出道以來第一個音樂節目一位，並成為SM娛樂旗下最快獲得初一位的組合，距正式出道日僅20天。

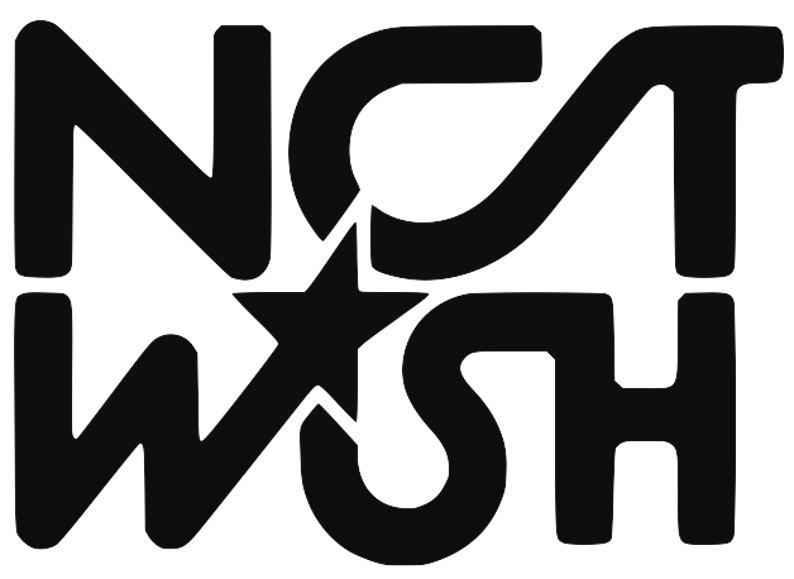
NCT WISH logo

2月13日，Ten发行首张迷你专辑《TEN》，并于2月16日以首尔为始举办首场个人粉丝演唱会巡演<1001>，为组合首位举办个人演唱会的成员。
2月24日与25日，成员泰容在首尔召开个人演唱会<TY TRACK>并于26日发行第二张迷你专辑《TAP》。3月18日，泰容在官方Weverse社区发布手写信，宣布将于4月15日入伍。
3月25日，NCT DREAM发行第五张迷你专辑《DREAM( )SCAPE》。5月2日，以首尔为首站，开启了第三次巡回演唱会《THE DREAM SHOW 3》。
4月15日，泰容正式入伍，预计将于2025年12月14日退伍。
4月22日，道英发行首张正规专辑《青春的泡沫 (YOUTH)》。5月25日与26日，在庆熙大学和平殿堂举办首次个人演唱会<Dear Youth,>。
5月10日，Mark发布新曲《200》的Live影片并宣布将于2025年2月发行个人专辑。5月16日，Mark发布数位单曲《200》。
6月3日，WayV发行迷你五辑《Give Me That》，昀昀因中国国内电视剧的拍摄行程，无法参与活动。6月11日，在《The Show》获得出道五年来的初一位。
6月5日，NCT DREAM發行日本第二張單曲《Moonlight》，為繼1 年4 個月後再次推出的日本原創單曲。
6月26日，NCT WISH发行第二张单曲《Songbird》。
7月15日，NCT 127发行正规六辑《WALK》，此专辑为自2017年发行的迷你三辑以来时隔七年在夏日发行的专辑，泰容因履行兵役义务而缺席本张专辑。
8月8日，威神V公开日本迷你一辑《The Higest》音源，9月25日发行《The Higest》实体专辑及《Go Higher》音源，正式在日本出道。
8月23日，NCT DREAM发行美国单曲《Rains in Heaven》。
8月26日，在玹发行首张正规专辑《J》，并于8月12日公开先行曲《Roses》和《Dandelion》。
8月28日，泰一因性犯罪被起訴，而退出NCT及NCT 127，成為第四位離開該團體的成員。
9月1日，NCT WISH发布首张迷你专辑《Steady》预告，并宣布将于9月24日发行首张迷你专辑且于9月9日公开先行曲《Dunk Shot》。
10月5日，悠太迷你一辑《Depth》音源发行，同日在日本北九州为首站举办Showcase巡演。11月13发行实体专辑并正式solo出道。
10月24日，在玹发行单曲《Unconditional》。10月26日与27日，在首尔举办首场个人粉丝演唱会<MUTE>。
11月1日至3日，道英在首尔举办安可演唱会<Dearest Youth,>。11月6日，发行单曲《璀璨耀眼》。
11月4日，在玹正式入伍，预计将于2026年5月3日退伍。
11月11日，NCT DREAM发行第四张正规专辑《DREAMSCAPE》。
11月25日，WayV发行迷你六辑《FREQUENCY》，并于11月19日发布先行曲《HIGH FIVE》，昀昀因中国行程无法参与活动。
12月16日，Mark发行数位单曲《卧底 (Feat. 李泳知)》。
12月25日，NCT WISH发行首张日本正规专辑《WISHFUL》，数位音源于11月27日发行。

### 2025年
2月14日，四个分队参与SMTOWN三十周年纪念专辑《2025 SMTOWN : THE CULTURE, THE FUTURE》，专辑内分别收录四个分队于1月11至12日在首尔高尺巨蛋参与的SMTOWN30周年演唱会《SMTOWN LIVE 2025 [THE CULTURE, THE FUTURE]》中翻唱的歌曲音源。
2月27日，Ten宣布将于2025年举办演唱会巡演，3月24日，发行迷你二辑《STUNNER》。4月1日，在The Show中获得solo出道以来的第一个音乐节目一位，4月5日，在音乐银行获得solo出道以来的第一个地上波电视台一位。4月12日，以首尔为首站，开始演唱会巡演<1001 MOVEMENT 'STUNNER'>。
3月10日，SM娱乐宣布Mark将于4月7日发行首张个人正规专辑并以个人歌手的身份出道。3月14日，公布专辑名为《The Firstfruit》以及主打曲《1999》，3月19日，发行与楷灿的合作先行曲《+82 Pressin'》。
4月5日，宣布Ten将发行日本迷你一辑《Humanity》。4月23日，发行专辑音源，5月1日，在日本举办演唱会巡演<1001 'TIME WARP'>，5月28日，发行专辑和MV正式在日本出道。
4月7日，Mark发行正规一辑《The Firstfruit》正式以个人名义出道，并于同日举办专辑试听会与Showcase。专辑收录先前发行的三首先行单曲《200》《卧底》和《+82 Pressin'》与主打曲《1999》。
4月14日，NCT WISH发行第二张韩国迷你专辑《poppop》。
6月9日，道英发行第二张正规专辑《Soar》。6月13日，以首尔为始，召开第二次个人巡演<Doors>。
7月14日，NCT DREAM发行正规五辑《Go Back To The Future》，其中收录双主打《CHILLER》《BTTF》。7月10日，以高尺天空巨蛋为始，开始第四次巡演。
7月18日，威神V发行迷你七辑《BIG BANDS》。

## 團體側寫
團名
NCT取自“Neo Culture Technology（新文化技術）”的首字母，象徵著NCT是一組以全世界為舞台，具有開放性跟擴張性，成員無上限的組合。
應援
NCT的官方應援顏色為珍珠Neo香槟色（Pearl Neo Champagne）。
偶像應援手燈的用意，除了是在演唱會或活動上支持自己的偶像外，也漸漸變成一個團體的象徵。 NCT官方應援手燈，正式在5月8日於〈NCT 2018 FAN PARTY ‘SPRING’〉上發表。有別於SM娛樂旗下藝人的應援棒，NCT官方應援手燈是立體四方型的，四邊都印著「NCT」英文字，並以珍珠Neo香槟色做主色，搭配白色的手柄。
粉絲名
NCT的粉絲名為「NCTzen」。由於團名音似「N City」，此粉絲名便取自音似「N Citizen」，彷彿NCT是「N City」的市長，而粉絲們則代表這座城裡的市民們。由於「NCTzen」有點長，同時也有另一個外號「C-ZEN」，聽起來像是四季的英文的（SEASON），有著粉絲彷彿是四季一樣這麼無可取代的意思。該名首次於2017年6月12日的V APP直播中公佈，並由當時現有的NCT所有分隊成員共同決定。

## 分隊
- 粗體為隊長。

| 分隊名               | 意義                                                                                               | 参与成员                                                                     | 出道日        |
| -------------------- | -------------------------------------------------------------------------------------------------- | ---------------------------------------------------------------------------- | ------------- |
| NCT U （엔시티 유）           | U為United的縮寫。 是指在NCT的品牌之下，于世界各地活動的各組子團的通稱， 依歌曲風格，變化成員组成。 | 无固定成员                                                                   | 2016年4月9日  |
| NCT 127 （엔시티 127）         | 127為韓國首爾的經度， 表示該子團是將以首爾為基礎，向世界舞台活動的團體。                           | Johnny、泰容、悠太、道英、在玹、廷祐、Mark、楷燦 暂停活动：昀昀 前成員：泰一 | 2016年7月7日  |
| NCT DREAM （엔시티 드림）       | NCT的第三组分队和第二组固定分队。 DREAM表达给10代青少年带来梦想和希望，给成人带来治愈。            | Mark、仁俊、Jeno、楷燦、渽民、辰樂、志晟                                     | 2016年8月25日 |
| 威神V （WayV） （/） | 中國分隊。 WayV为We are your Vision的縮寫， Vision的中文音譯威神，即命名為威神V。                  | 錕、Ten、昀昀、肖俊、Hendery、揚揚 前成员：Lucas                             | 2019年1月17日 |
| NCT DOJAEJUNG （엔시티 도재정）   | NCT首個子團體。 组合名字由三位成员艺名的第一个字组成。                                             | 道英、在玹、廷祐                                                             | 2023年4月17日 |
| NCT WISH （엔시티 위시）        | 日本分隊。 WISH意味着将成员们和粉丝们的愿望相结合。                                                | 是溫、陸、勇志、栽禧、遼、咲哉                                               | 2024年2月21日 |

此外，主團體也會以平均一至兩年的頻率回歸，而參與的成員並不局限於特定分隊的成員。截至目前，主團體已於2018年、2020年、2021年及2023年回歸，不過回歸陣容會因成員陣容的變化而有所不同：
| 年份 | 企划项目 | 參與人数                                        | 专辑                            | 备注                                                                        |
| ---- | -------- | ----------------------------------------------- | ------------------------------- | --------------------------------------------------------------------------- |
| 2018 | NCT 2018 | 18人 新成员：锟、廷祐、Lucas                    | Empathy                         | 肖俊、Hendery、揚揚、將太郎、成燦及NCT Wish尚未出道，故未有參與專輯錄製。   |
| 2020 | NCT 2020 | 23人 新成员：肖俊、Hendery、 揚揚、將太郎、成燦 | RESONANCE Pt.1 / RENSONACE Pt.2 | 肖俊、Hendery、揚揚在2019年以中国分队WayV出道，正式合流为NCT成员。          |
| 2021 | NCT 2021 | 21人                                            | Universe                        | Lucas因私生活争议中止活动、昀昀因注重于中国大陆发展而未有参与专辑录制。     |
| 2023 | NCT 2023 | 20人                                            | Golden Age                      | Lucas、将太郎及成灿离开团体。泰一虽有参与专辑录制，但因伤而未出席宣传活动。 |

## 成員
| 藝名     | 藝名     | 藝名 | 本名                     | 本名      | 本名                        | 出生日期 / 出生地                     | 所屬分隊         |
| 中文     | 英文     | 韩文 | 中文                     | 韩文/外文 | 羅馬拼音                    | 出生日期 / 出生地                     | 所屬分隊         |
| -------- | -------- | ---- | ------------------------ | --------- | --------------------------- | ------------------------------------- | ---------------- |
| Johnny   | Johnny   |      | 徐煐淏                   |           | John Jun Suh Suh Young-ho   | 1995年2月9日 · 美国伊利諾庫克芝加哥   | 127              |
| 泰容     | Taeyong  |      | 李泰容                   |           | Lee Tae-yong                | 1995年7月1日 · 首爾冠岳               | 127隊長          |
| 悠太     | Yuta     |      | 中本悠太                 |           | Nakamoto Yuta               | 1995年10月26日 · 日本大阪門真         | 127              |
| 錕       | Kun      |      | 钱锟                     |           | Qian Kun                    | 1996年1月1日 · 中国大陆福建三明泰寧   | WayV队长         |
| 道英     | Doyoung  |      | 金東營                   |           | Kim Dong-young              | 1996年2月1日 · 京畿道安山             | 127 DOJAEJUNG    |
| Ten      | Ten      |      | 七达蓬·利猜亚邦恭 李永欽 |           | Chittaphon Leechaiyapornkul | 1996年2月27日 · 泰國曼谷              | WayV             |
| 在玹     | Jaehyun  |      | 鄭閏伍                   |           | Jeong Yun-o                 | 1997年2月14日 · 首爾瑞草驛三洞        | 127 DOJAEJUNG    |
| 昀昀     | Winwin   |      | 董思成                   |           | Dong Sicheng                | 1997年10月28日 · 中国大陆浙江溫州鹿城 | WayV 127（暂休） |
| 廷祐     | Jungwoo  |      | 金廷祐                   |           | Kim Jung-woo                | 1998年2月19日 · 京畿道軍浦山本洞      | 127 DOJAEJUNG    |
| Mark     | Mark     |      | 李敏形                   |           | Mark Lee Lee Min-hyung      | 1999年8月2日 · 加拿大安大略多倫多     | 127 DREAM队长    |
| 肖俊     | Xiaojun  |      | 肖德俊                   |           | Xiao Dejun                  | 1999年8月8日 · 中国大陆廣東東莞       | WayV             |
| Hendery  | Hendery  |      | 黃冠亨                   |           | Wong Kun Hang               | 1999年9月28日 · 葡屬澳門              | WayV             |
| 仁俊     | Renjun   |      | 黄仁俊                   |           | Huang Renjun                | 2000年3月23日 · 中国大陆吉林省吉林市  | DREAM            |
| Jeno     | Jeno     |      | 李帝努                   |           | Lee Je-no                   | 2000年4月23日 · 仁川                  | DREAM            |
| 楷燦     | Haechan  |      | 李東赫                   |           | Lee Dong-hyuk               | 2000年6月6日 · 首爾                   | 127 DREAM        |
| 渽民     | Jaemin   |      | 羅渽民                   |           | Na Jae-min                  | 2000年8月13日 · 全羅北道全州          | DREAM            |
| 揚揚     | Yangyang |      | 劉揚揚                   |           | Liu Yang-Yang               | 2000年10月10日 · 臺灣臺北縣           | WayV             |
| 辰樂     | Chenle   |      | 钟辰樂                   |           | Zhong Chenle                | 2001年11月22日 · 中国大陆上海黃浦     | DREAM            |
| 志晟     | Jisung   |      | 朴志晟                   |           | Park Ji-sung                | 2002年2月5日 · 首爾江北吉音洞         | DREAM            |
| 是溫     | Sion     |      | 吳是溫                   |           | Oh Si-on                    | 2002年5月11日 · 全羅南道木浦          | WISH隊長         |
| 陆       | Riku     |      | 前田陸                   |           | Maeda Riku                  | 2003年6月28日 · 日本福井              | WISH             |
| 勇志     | Yushi    |      | 得能勇志                 |           | Tokuno Yushi                | 2004年4月5日 · 日本東京江東区         | WISH             |
| 栽禧     | Jaehee   |      | 金垈永                   |           | Kim Dae-young               | 2005年6月21日 · 大邱達西區            | WISH             |
| 辽       | Ryo      |      | 廣瀨遼                   |           | Hirose Ryo                  | 2007年8月4日 · 日本京都               | WISH             |
| 咲哉     | Sakuya   |      | 藤永咲哉                 |           | Fujinaga Sakuya             | 2007年11月18日 · 日本石川             | WISH             |
| 过往成员 |          |      |                          |           |                             |                                       |                  |
| 泰一     | Taeil    |      | 文太日                   |           | Moon Tae-il                 | 1994年6月14日 · 首爾東大門            | 127              |
| Lucas    | Lucas    |      | 黃旭熙                   |           | Wong Yuk-Hei                | 1999年1月25日 · 香港新界沙田區        | WayV             |
| 将太郎   | Shotaro  |      | 大﨑将太郎               |           | Osaki Shotaro               | 2000年11月25日 · 日本神奈川横滨       | 無               |
| 成燦     | Sungchan |      | 鄭成燦                   | 정성찬    | Jung Sung-chan              | 2001年9月13日 · 首爾江南              | 無               |

### 成员变迁
| 日期     | 事項      | 事項                                           | 分隊人數總結                                                                 |
| 2016年   | 2016年    | 2016年                                         | 2016年                                                                       |
| -------- | --------- | ---------------------------------------------- | ---------------------------------------------------------------------------- |
| 4月9日   | U         | 泰一、泰容、道英、Ten、在玹、Mark出道          | 總人數：14名 （7人屬127、7人屬DREAM、2人無分隊）                             |
| 7月7日   | 127       | 泰一、泰容、在玹、Mark + 悠太、昀昀、楷燦出道  | 總人數：14名 （7人屬127、7人屬DREAM、2人無分隊）                             |
| 8月25日  | DREAM     | Mark、楷燦 + 仁俊、Jeno、渽民、辰樂、志晟出道  | 總人數：14名 （7人屬127、7人屬DREAM、2人無分隊）                             |
| 2017年   |           |                                                |                                                                              |
| 1月5日   | 127       | 道英 + Johnny出道                              | 總人數：15名 （9人屬127、7人屬DREAM、1人無分隊）                             |
| 2018年   |           |                                                |                                                                              |
| 1月30日  | U         | 錕、Lucas、廷祐出道                            | 總人數：18名 （9人屬127、6人屬DREAM、3人無分隊）                             |
| 9月17日  | 127       | 廷祐加入                                       | 總人數：18名 （9人屬127、6人屬DREAM、3人無分隊）                             |
| 11月23日 | 127       | 昀昀中止該分隊活動                             | 總人數：18名 （9人屬127、6人屬DREAM、3人無分隊）                             |
| 12月31日 | DREAM     | Mark畢業                                       | 總人數：18名 （9人屬127、6人屬DREAM、3人無分隊）                             |
| 2019年   |           |                                                |                                                                              |
| 1月17日  | WayV      | 錕、Ten、昀昀、Lucas + 肖俊、Hendery、揚揚出道 | 總人數：21名 （9人屬127、6人屬DREAM、7人屬WayV）                             |
| 2020年   |           |                                                |                                                                              |
| 4月29日  | DREAM     | Mark回歸                                       | 總人數：23名 （9人屬127、7人屬DREAM、7人屬WayV、2人無分隊）                  |
| 9月21日  | U         | 將太郎、成燦出道                               | 總人數：23名 （9人屬127、7人屬DREAM、7人屬WayV、2人無分隊）                  |
| 2021年   |           |                                                |                                                                              |
| 8月25日  | WayV      | Lucas中止活動                                  | 總人數：23名 （9人屬127、7人屬DREAM、7人屬WayV、2人無分隊）                  |
| 2023年   |           |                                                |                                                                              |
| 4月17日  | DOJAEJUNG | 道英、在玹、廷祐組成                           | 總人數：20名 （9人屬127、7人屬DREAM、6人屬WayV、 3人屬DOJAEJUNG）            |
| 5月10日  | WayV      | Lucas離開                                      | 總人數：20名 （9人屬127、7人屬DREAM、6人屬WayV、 3人屬DOJAEJUNG）            |
| 5月24日  | U         | 將太郎、成燦離開                               | 總人數：20名 （9人屬127、7人屬DREAM、6人屬WayV、 3人屬DOJAEJUNG）            |
| 6月28日  | WISH      | 時溫、勇志確認加入                             | 總人數：22名 （9人屬127、7人屬DREAM、6人屬WayV、 3人屬DOJAEJUNG、2人屬WISH） |
| 2024年   |           |                                                |                                                                              |
| 2月21日  | WISH      | 是溫、勇志、陸、栽禧、遼及咲哉正式出道         | 總人數：26名 （9人屬127、7人屬DREAM、6人屬WayV、 3人屬DOJAEJUNG、6人屬WISH） |
| 8月28日  | 127       | 泰一因性犯罪被起訴，而退出團隊                 | 總人數：25名 （8人屬127、7人屬DREAM、6人屬WayV、 3人屬DOJAEJUNG、6人屬WISH） |

## 音樂作品
| 正規專輯 - 2018年：NCT 2018 Empathy - 2020年：NCT 2020 : RESONANCE Pt. 1 / NCT 2020 : RESONANCE Pt. 2 - 2021年：NCT 2021：Universe - 2023年：NCT 2023 : Golden Age 數位單曲 - 2020年：RESONANCE | 數位單曲 - 2016年：The 7th Sense - 2016年：Without You - 2018年：Baby Don't Stop（泰文） |

## 影視作品

### 專屬節目
- 2016年至今：《NCT LIFE》系列
- 2020年：《NCT WORLD 2.0》
- 2022年：《The NCT SHOW in THE NCT UNIVERSE》系列
- 2022年-2023年：《Welcome to NCT Universe》

## 出版物

### 台历
|     | 台历资料                                                                            |
| --- | ----------------------------------------------------------------------------------- |
| 1st | 《NCT Season's Greetings 2017》 - 发行日期：2016年12月8日 - 语言：韩语              |
| 2nd | 《NCT Season's Greetings 2018》 - 发行日期：2017年12月3日 - 语言：韩语 - 版本：A、B |
| 3rd | 《NCT Season's Greetings 2019》 - 发行日期：2018年10月30日 - 语言：韩语             |

## 演唱會及其他演出

### 演唱會

#### NCT NATION: To The World
| 日期          | 城市 | 国家 | 演出场地       | 备注 |
| ------------- | ---- | ---- | -------------- | ---- |
| 2023年8月26日 | 仁川 |      | 仁川文鹤竞技场 |      |
| 2023年9月9日  | 大阪 | 日本 | 长居陆上竞技场 |      |
| 2023年9月10日 | 大阪 | 日本 | 长居陆上竞技场 |      |
| 2023年9月16日 | 东京 | 日本 | 东京体育场     |      |
| 2023年9月17日 | 东京 | 日本 | 东京体育场     |      |

#### Beyond Live
- NCT: RESONANCE 'Global Wave'（2020年）

## 獎項

### 韓國主要音樂節目榜單排名
| 分隊   | 专辑/单曲                  | 歌曲                       | 主打歌曲排名成績      | 主打歌曲排名成績  | 主打歌曲排名成績       | 主打歌曲排名成績 | 主打歌曲排名成績        | 主打歌曲排名成績     | 主打歌曲排名成績 | 主打歌曲排名成績 |
| 分隊   | 专辑/单曲                  | 歌曲                       | Mnet 《M! Countdown》 | KBS2 《音樂銀行》 | MBC 《Show! 音樂中心》 | SBS 《人氣歌謠》 | MBC M 《Show Champion》 | SBS MTV 《THE SHOW》 | 冠軍 次數        | 備註             |
| 2016年 | 2016年                     | 2016年                     | 2016年                | 2016年            | 2016年                 | 2016年           | 2016年                  | 2016年               | 2016年           | 2016年           |
| ------ | -------------------------- | -------------------------- | --------------------- | ----------------- | ---------------------- | ---------------- | ----------------------- | -------------------- | ---------------- | ---------------- |
| U      | The 7th Sense              | The 7th Sense              | 6                     | /                 |                        | 3                | /                       | 2                    | 0                | 出道             |
| U      | Without You                | Without You                | 9                     | /                 |                        | /                | /                       | 3                    | 0                |                  |
| 2018年 |                            |                            |                       |                   |                        |                  |                         |                      |                  |                  |
| U      | NCT 2018 Empathy           | Boss                       | 4                     | 9                 | 16                     | 27               | 13                      | /                    | 0                |                  |
| U      | NCT 2018 Empathy           | Baby Don't Stop            | /                     | /                 | /                      | /                | /                       | /                    | 0                |                  |
| 不適用 | NCT 2018 Empathy           | Black on Black             | /                     | /                 | /                      | /                | 10                      | 2                    | 0                |                  |
| 2020年 |                            |                            |                       |                   |                        |                  |                         |                      |                  |                  |
| U      | NCT 2020 : RESONANCE Pt. 1 | Make A Wish                | 1                     | 1                 | 11                     | 2                | 1                       | 無打歌放送           | 3                | 三台冠軍歌曲     |
| U      | NCT 2020 : RESONANCE Pt. 1 | From Home                  | /                     | /                 | 10                     | 9                | /                       | 無打歌放送           | 0                |                  |
| U      | NCT 2020 : RESONANCE Pt. 1 | Misfit                     | /                     | /                 | /                      | 16               | /                       | 無打歌放送           | 0                |                  |
| U      | NCT 2020 : RESONANCE Pt. 2 | 90's Love                  | 3                     | 1                 | 10                     | 4                | /                       | 1                    | 2                |                  |
| U      | NCT 2020 : RESONANCE Pt. 2 | Work it                    | /                     | /                 | 13                     | 10               | /                       | 3                    | 0                |                  |
| 2021年 |                            |                            |                       |                   |                        |                  |                         |                      |                  |                  |
| U      | Universe                   | Universe (Let's Play Ball) |                       | [1]               | 10                     | 22               | 5                       | 無打歌放送           | 3                |                  |
| 不適用 | Universe                   | Beautiful                  |                       | /                 | 16                     | /                |                         | 無打歌放送           | 0                |                  |
| 2023年 |                            |                            |                       |                   |                        |                  |                         |                      |                  |                  |
| U      | Golden Age                 | Baggy Jeans                | 2                     | 1                 | 4                      | 2                | 1                       | 無打歌放送           | 2                |                  |
| 不適用 | Golden Age                 | Golden Age                 | 16                    | /                 | 10                     | /                | /                       | 無打歌放送           | 0                |                  |

### 音樂節目一位
| 年份   | 日期     | 電視頻道 | 節目名稱      | 獲獎歌曲                   |
| ------ | -------- | -------- | ------------- | -------------------------- |
| 2020年 | 10月21日 | MBC M    | Show Champion | Make A Wish                |
| 2020年 | 10月22日 | Mnet     | M! Countdown  | Make A Wish                |
| 2020年 | 10月23日 | KBS2     | 音樂銀行      | Make A Wish                |
| 2020年 | 12月8日  | SBS MTV  | The Show      | 90's Love                  |
| 2021年 | 1月15日  | KBS2     | 音樂銀行      | 90's Love                  |
| 2021年 | 12月24日 | KBS2     | 音樂銀行      | Universe (Let's Play Ball) |
| 2021年 | 12月31日 | KBS2     | 音樂銀行      | Universe (Let's Play Ball) |
| 2022年 | 1月7日   | KBS2     | 音樂銀行      | Universe (Let's Play Ball) |
| 2023年 | 9月6日   | MBC M    | Show Champion | Baggy Jeans                |
| 2023年 | 9月8日   | KBS2     | 音樂銀行      | Baggy Jeans                |

| 各台冠軍歌曲獎座統計 | 各台冠軍歌曲獎座統計 | 各台冠軍歌曲獎座統計 | 各台冠軍歌曲獎座統計 | 各台冠軍歌曲獎座統計 | 各台冠軍歌曲獎座統計 |
| Mnet                 | KBS                  | MBC                  | SBS                  | MBC M                | SBS MTV              |
| -------------------- | -------------------- | -------------------- | -------------------- | -------------------- | -------------------- |
| 1                    | 6                    | 0                    | 0                    | 2                    | 1                    |
| 一位總數：10         |                      |                      |                      |                      |                      |

## 备注
1. ↑  组合出道时具有开放性、无限扩张性，成员无上限的特点。但因2022年年底至2023年年初的SM娱乐经营权之争，以李秀满为核心的SM领导层在经营权之争中失利，退出SM娱乐，SM娱乐进入“SM 3.0”时代，取消了组合无限扩张的制度。
2. ↑  最初成员为泰一、泰容、悠太、在玹、昀昀、Mark、楷灿。2017年1月5日Johnny与道英加入，2018年10月12日廷祐加入，2018年11月23日昀昀因为准备威神V的出道与专注威神V的活动而暂停NCT 127的活动。
3. ↑  2024年8月28日因涉嫌參與違法活動而宣布離開團體。
4. ↑  最初非固定分队，曾採20岁（韩国年龄）即畢業的模式（自2020年4月29日取消）。[136]
5. ↑  於2018年12月31日離隊，因毕业制取消於2020年4月29日取消而歸隊，并以正规一辑正式回归。
6. ↑  2021年8月25日因私生活争议而暂停所有演艺活动、2023年5月10日退出组合
7. ↑  中文名字根據官方微博更新，部分成员艺名不设中文。
8. ↑  於2018年3月16日 VLIVE中提到

## 外部連結
| - 韓國官方網站 - NCT2018企划官方網站 - 日本官方網站 - YouTube上的NCT頻道 - NCT的Facebook專頁（）（英文） - NCT的新浪微博（中文） - NCT的X（前Twitter）（）（英文） - NCT的X（前Twitter）（日語） - NCT的Instagram帳戶 - NCT的V LIVE頻道 - NCT的TikTok - NCT的哔哩哔哩个人空间 - NCT的抖音账号 | 成員個人Instagram - Johnny的Instagram帳戶 - 泰容的Instagram帳戶 - 悠太的Instagram帳戶 - 锟的Instagram帳戶 - 道英的Instagram帳戶 - Ten的Instagram帳戶 - 在玹的Instagram帳戶 - 昀昀的Instagram帳戶 - 廷祐的Instagram帳戶 - Mark的Instagram帳戶 - 肖俊的Instagram帳戶 - Hendery的Instagram帳戶 - 仁俊的Instagram帳戶 - Jeno的Instagram帳戶 - 楷燦的Instagram帳戶 - 渽民的Instagram帳戶 - 扬扬的Instagram帳戶 - 辰乐的Instagram帳戶 - 志晟的Instagram帳戶 | 成員個人Weibo（中文） - 泰容的新浪微博 - 锟的新浪微博 - 道英的新浪微博 - Ten的新浪微博 - 在玹的新浪微博 - 昀昀的新浪微博 - Mark的新浪微博 - 肖俊的新浪微博 - Hendery的新浪微博 - 仁俊的新浪微博 - Jeno的新浪微博 - 楷灿的新浪微博 - 渽民的新浪微博 - 扬扬的新浪微博 - 辰乐的新浪微博 - 志晟的新浪微博 |